# Ngựa Auxois
Ngựa Auxois là một giống ngựa từ miền đông nước Pháp. Nó là một giống ngựa lớn, với một số cá thể có trọng lượng hơn 910 kg (£ 2010), được nhân giống cho sản xuất thịt ngựa, làm việc và giải trí nông nghiệp. Nhìn chung, các thành viên của giống ngựa này là có kết cấu vững chắc và cơ bắp. Chúng thường có màu hung nhạt, có màu lang, mặc dù một số màu sắc khác được chấp nhận bởi các đăng ký giống, và được biết đến với sức mạnh và sự ngoan ngoãn của chúng.

## Tổng quan
Auxois là một hậu duệ trực tiếp của giống ngựa Bourguignon của thời Trung Cổ. Trong thế kỷ 19, dòng máu đã được bổ sung từ ngựa lùn giống khác của Pháp trước khi tạo dựng một sổ phả hệ vào năm 1912. Những con thuần chủng của giống ngựa Auxois hoặc ngựa Ardennais và ngựa Trait du Nord có thể được đăng ký. Thế chiến I gián đoạn nỗ lực để thiết lập các tiêu chuẩn giống, nhưng được nối lại tiếp tục vào năm 1920, và từ thời điểm đó và Thế chiến II với Auxois là niềm tự hào của người dân trong khu vực. Các giống ngựa đạt đỉnh điểm vào những năm 1930, nhưng đến năm 1960 bắt đầu giảm với sự ra đời của cơ giới hóa.
Vào những năm 1970, các Auxois đã gần như bị tuyệt chủng, và chính phủ Pháp bắt đầu đẩy sự sinh sản của tất cả các giống ngựa bản địa cho việc sản xuất thịt, trái ngược với việc sử dụng trong nông nghiệp. Tuy nhiên, thịt của ngựa Auxois không được coi là chất lượng cao, và điều này, kết hợp với một thị trường thấp hơn mong đợi cho thịt ngựa này, dẫn đến một sự suy giảm liên tục trong các quần thể ngựa kéo xe Pháp. Trong những năm 1990, chính phủ Pháp đã đảo ngược vị trí của nó trên chăn nuôi để lấy thịt, và bắt đầu đẩy mạnh ngựa lùn giống cho các mục đích giải trí. 

## Đặc điểm
Ngựa Auxois là một con ngựa có kích thước rất lớn, lớn hơn so với ngựa Ardennais và gần như lớn các con ngựa Trait du Nord. Nó là ồ ạt về cơ bắp trong cấu trúc phục vụ cho việc kéo nặng. Chiều cao trung bình là 63-67 inches (160–170 cm), với chiều cao lý tưởng 65 inches (165 cm) cho Ngựa giống và 64-67 inches, 163–170 cm cho ngựa cái. Chúng chỉ nặng từ 700 kg (1.500 lb) đến hơn 910 kg (£ 2010), tùy thuộc vào việc một con ngựa cá thể là giống để nuôi lấy thịt, công việc nông nghiệp và giải trí. 

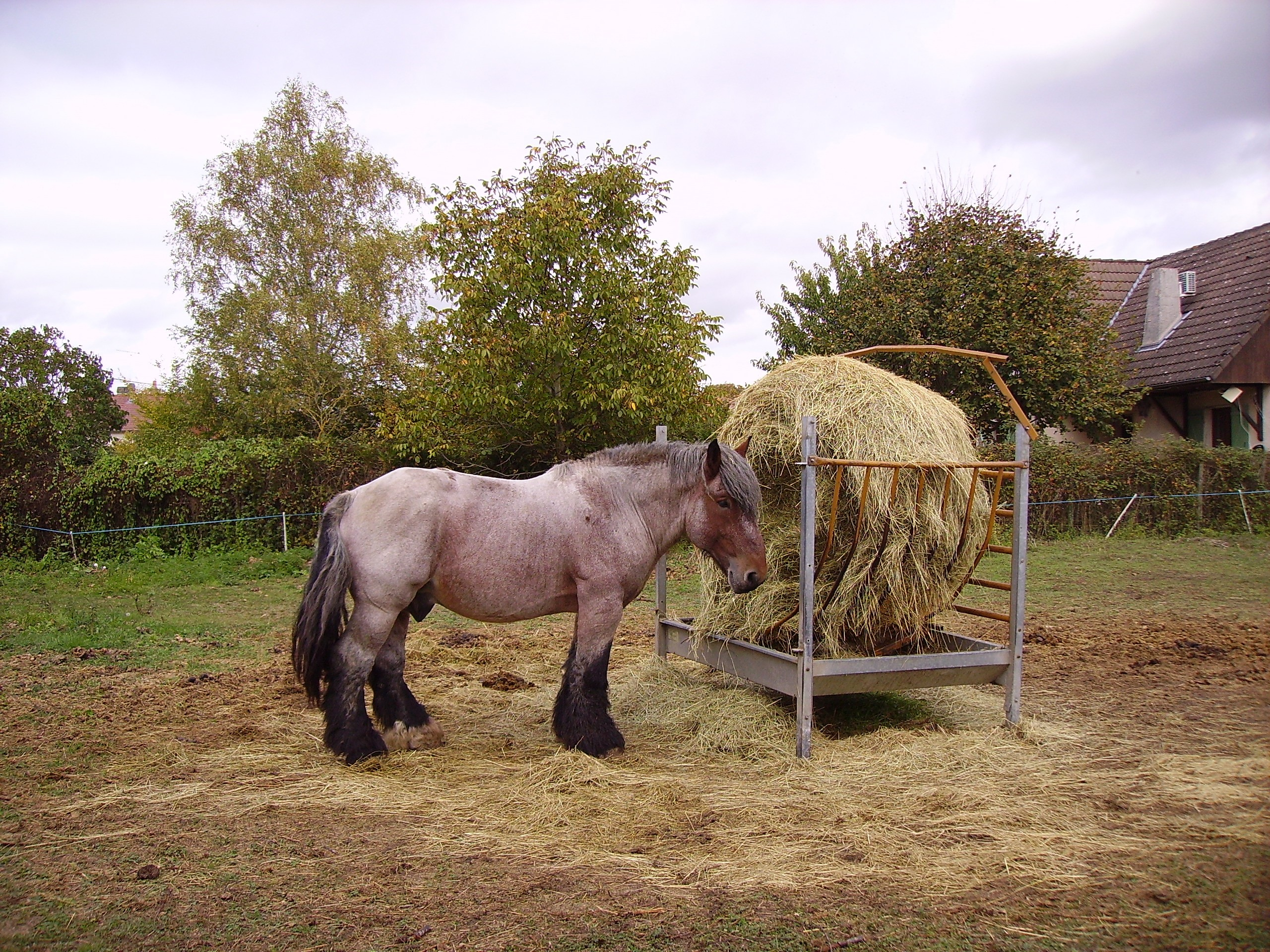

Đầu chúng là tương đối ngắn, với cái trán rộng. Cổ cũng là tương đối ngắn và cơ bắp, vai dài và dốc và độ rộng của ngực và sâu. Cơ thể là rắn, với một, lưng và thắt lưng ngắn rộng. Các chân sau là cũng cơ bắp. Chân mạnh mẽ, mặc dù chúng có thể xuất hiện nhỏ trong mối quan hệ với khối lượng của cơ thể. Chúng thường có ít lông trên chân so với ngựa lùn Pháp khác. Ngựa Auxois thường có lang trong màu sắc, mặc dù chúng cũng có thể là màu hạt dẻ hoặc loang nâu đỏ, tương tự như ngựa Ardennais màu xám và nâu, con dấu (được gọi là Pangare đen sau bởi các đăng ký giống, mặc dù những con ngựa màu nâu di truyền, không phải màu đen với những mảng Pangare) cũng được chấp nhận đăng ký, tất cả các màu khác đều bị loại trừ.
Auxois được biết đến với sức mạnh và sự ngoan ngoãn của nó, có một tính khí điềm tĩnh và nhẹ nhàng. Giống như Ardennais, nó có thể tồn tại ở ngoài trời trong tất cả các mùa, ngay cả trong điều kiện khí hậu khắc nghiệt đôi khi thấy trong vùng Morvan và Nievre. Đa số các con Auxois vẫn được nuôi để sản xuất thịt và trong năm 2001, 50% của những con ngựa lai được dự định để giết mổ. Tuy nhiên, sức mạnh của giống ngựa này làm cho chúng có giá trị đối với cạnh tranh và giải trí lái xe, cũng như du lịch cưỡi ngựa. Những con ngựa nhỏ của giống ngựa này được sử dụng để sản xuất sữa. 

## Lịch sử
Lịch sử của Auxois gắn chặt với quê hương của nó, nơi mà nó được đặt tên. Các đồng cỏ màu mỡ của vùng Auxois, bao gồm cả Gold Coast, các thuộc phận của Yonne, các Saône-et-Loire và phía bắc Nievre, có lợi cho sự sinh sản của ngựa kéo lớn. Việc công nhận các ngày Auxois trở lại vào đầu thế kỷ 20, làm cho nó tương đối mới so với ngựa lùn Pháp giống khác. Các con Auxois là một hậu duệ trực tiếp của ngựa Bourguignon của thời Trung Cổ, một giống nhỏ, mạnh mẽ, cứng rắn dùng để cưỡi và kéo xe. Một lý thuyết hiện nay-một lần mất uy tín tổ chức rằng Auxois là một hậu duệ của ngựa Solutre thậm chí già, xương trong số đó được tìm thấy trong các khu vực nơi mà các loài này được phát triển.
Nguyên con ngựa Morvan cũng tồn tại trong cùng một khu vực, nhưng được hấp thụ vào dòng Auxois sau lai rộng. Trong suốt những năm 1840, máu nựa Percheron đã được du nhập đến các giống ngựa, tiếp theo máu ngựa Boulonnais trong những năm 1860 và ngựa Ardennais và có thể là máu ngựa Nivernais, máu trong những năm cuối thế kỷ 19. Những nhà nhân giống đã du nhập ngựa giống nước ngoài. Các giống ngựa mất tên của nó từ "thung lũng phong phú của Auxois", nơi lai tạo, chọn lọc các giống mới đã diễn ra. Những con ngựa cái địa phương tạo ra từ giống thế kỷ 19 đã được lai với Ardennais và Ngựa giống Trait du Nord, sau khi tìm cho kích thước của chúng lớn và sức mạnh, khiến chúng có giá trị cho công việc nông nghiệp. Các nơi sinh của loài này là xung quanh Cluny Stud, và ban đầu nó được coi là một tiểu loại của Ardennais giống ngựa này.
Những nỗ lực đầu tiên để tạo ra một đăng ký giống vào năm 1903 và 1904 đã thất bại. Năm 1912, một nỗ lực khác đã được thực hiện, lần này thành công, và một cuốn sách về giống ngựa đã được tạo ra ở Dijon vào năm 1913. Với sự ra đời của cuốn sách, chỉ những con ngựa thuần chủng ngựa Auxois hoặc Ardennais và Trait du Nord mới có thể được đăng ký. Tuy nhiên, do năm 1917, các đặc tính vật lý của giống ngựa này vẫn chưa được khắc phục, và các nhà lãnh đạo của cộng đồng ngựa là quan trọng, và nghi ngờ về việc liệu Auxois là một giống ngựa thuần túy hay vẫn chỉ là một phân nhóm của ngựa Ardennais.

## Trong chiến tranh

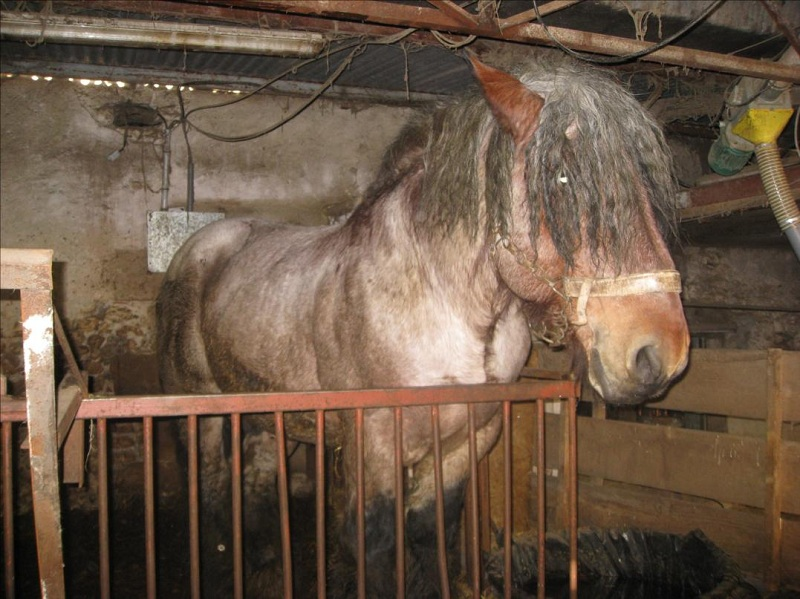

Chiến tranh thế giới bị gián đoạn các nỗ lực để đảm bảo tiêu chuẩn giống, với lựa chọn sách stud không nối lại cho đến năm 1920. Trong vòng một vài năm, chiều cao lý tưởng đã được thiết lập xung quanh 63 inches, 160 cm, và lan truyền giống của nó trong suốt vùng Auxois và lân cận khu vực. Giữa Thế chiến I và Thế chiến II, các Auxois là niềm tự hào của người dân trong khu vực.
Trước khi sự ra đời của cơ giới hóa, nó được ưa thích kéo động vật, ngay cả đối với việc chậm trên các giống bò Charolais địa phương sử dụng như bò. Auxois được lai tạo chỉ duy nhất cho công việc nông nghiệp, và chỉ sử dụng cho mục đích này. Những con ngựa mạnh nhất được sử dụng để cản trở đa ngựa trong các lĩnh vực và để khai thác gỗ. Auxois cạnh tranh phổ biến với các con ngựa Nivernais, và nó không phải là không phổ biến cho nông dân trong khu vực để thỏa mãn sở thích màu sắc của tất cả các khách hàng tiềm năng.
Trong thập niên 1930, các Auxois đạt tới đỉnh cao của sự phát triển thể chất của nó. Nó đã được mô tả, như Ardennais và Trait du Nord. Nó được phát triển hoàn toàn cho lực kéo, và cấu tạo của nó cho phép nó di chuyển trọng lượng rất lớn trên một khoảng cách ngắn. Đồng thời, nó càng trở nên phổ biến hơn so với Nivernais, và được coi là một đại diện phía Nam của giống Ardennais. Thương gia đến thăm hội chợ ngựa Burgandy đánh giá cao các giống ngựa, và được coi là màu sắc bay của nó có thể tốt hơn để ẩn bẩn hơn so với ngựa Percheron có màu xám sáng hoặc ngựa đen Nivernais. Các quần thể cao điểm và cách sử dụng của Auxois và ngựa lùn ngựa người Pháp khác là ngắn do sự ra đời của cơ giới hóa trong những năm 1960.

## Sau chiến tranh
Trong Thế chiến II, nhiều con đã được sử dụng bởi quân đội, và đã không có sẵn cho người nông dân. Điều này cho phép những con ngựa vẫn là một khía cạnh quan trọng của nông nghiệp và giao thông vận tải cho đến khi chiến tranh kết thúc. Sau chiến tranh, nông dân nhanh cơ giới hóa hoạt động của mình. Ngựa Auxois và ngựa lùn các giống ngựa khác đã nhanh chóng bị bỏ rơi dưới lợi thế của máy móc và số dân số bắt đầu giảm vào đầu những năm 1950 và sụp đổ hoàn toàn trong năm 1960. Vào năm 1970, Ngựa Auxois đã gần như biến mất, mặc dù nhiều làng ở quê hương của loài này giữ lại một số lượng nhỏ của ngựa cho các cuộc thi truyền thống.
Vào đầu những năm 1970, Henry Blanc được bổ nhiệm làm giám đốc mới, và bắt đầu việc chuyển đổi ngựa lùn giống tiếng Pháp sang động vật nuôi với mục đích giết mổ vào thịt ngựa. Khuyến khích người nông dân không còn có thể tìm mua cho con vật của chúng để vỗ béo chúng để bán lại cho các thị trường giết mổ. Chăn nuôi để sản xuất thịt giúp bảo vệ giống Auxois bằng cách giữ lại nguồn gien của nó còn nguyên vẹn, mà còn chuyển đổi các giống ngựa mạnh mẽ trước đó vào một lai chỉ định cho trọng lượng - mối quan tâm chính trong việc định giá nó tại lò mổ.
Năm 1976, một Nghị định của Pháp chính thức thay đổi tên của các loại trong đó Auxois phù hợp với từ "ngựa kéo" để "ngựa nặng" và khuyến khích nông dân chọn giống Ngựa giống nặng nhất có thể, để tăng trọng lượng trung bình của giống ngựa này. Chuyên môn chấp thuận sự thay đổi này, và giữa những năm 1950 và những năm 1980, trọng lượng trung bình của ngựa Auxois tăng từ 650–800 kg (1.430 đến £ 1760) đến 800 đến 1.000 kg (1.800 đến 2.200 lb) hoặc nhiều hơn.
Sự chuyển đổi sang giống ngựa thịt là điều bất lợi cho Auxois, tuy nhiên. Các con ngựa Percheron được ưa thích đối với chất lượng của thịt và các conArdennais và Auxois liên quan chặt chẽ được xem là có một số thịt chất lượng thấp nhất. Ngoài ra, thị trường hứa hẹn cho thịt ngựa đã không xảy ra, và các lò giết mổ Pháp đã bị choáng ngợp bởi sự nhập khẩu của ngựa rẻ tiền từ châu Mỹ và Đông Âu. Bởi vì sự thiếu khả năng sinh lời, dân số của hầu hết các giống ngựa Pháp, bao gồm cả các Auxois, tiếp tục giảm cho đến năm 1994.
Vào đầu những năm 1990, cưỡi giải trí ưa thích đã hồi sinh ở Pháp, trong khi tiêu thụ thịt ngựa giảm hẳn. Năm 1991, Trường Đại học Nông nghiệp trong Semur-en-Auxois bắt đầu sản xuất sữa ngựa sử dụng Ngựa Auxois trong Bierre-les- Semur. Năm 1994, tạp chí chính thức của Pháp đã công bố một sắc lệnh khôi phục lại tên của "ngựa kéo xe" từ việc sử dụng gần 20 năm của "con ngựa nặng". Năm 1996, nghị định khác cấm cắt đuôi của tất cả những con ngựa của Pháp, nông dân Pháp chuyển hướng tới việc sản xuất của động vật để giải trí hoặc các mục đích nông nghiệp, và các Stud bắt đầu hỗ trợ mục tiêu này.
Vào tháng 7 năm 1998, một quảng cáo trung tâm cho các con ngựa Auxois mở trong bierre-lès-semur, thông qua khoản tài trợ trong khu vực và các phòng ban và sử dụng Stud để quảng bá giống ngựa này. Nó tập trung chủ yếu vào việc đào tạo những con ngựa để cưỡi trẻ và kéo xe, và giới thiệu buổi biểu diễn khác nhau. Năm 1999, một nghiên cứu đã được thực hiện của nhà chăn nuôi Auxois, trong đó cho thấy sự phản đối với những thay đổi trong các giống ngựa. Các tác giả đề nghị mở rộng các tiêu chuẩn giống để mở rộng thị trường và lưu Auxois khỏi tuyệt chủng.

## Hiện nay
Vì nó đã được kể từ sự ra đời của cuốn sách stud Auxois, chỉ có những con ngựa thuần chủng và Ardennes và Trait du Nord thập được phép đăng ký. Điều này là để đảm bảo lựa chọn các đặc điểm mong muốn, mà bây giờ là một con ngựa nhẹ nhàng thanh thoát hơn và tích cực hơn đã được nhìn thấy trong thời gian nuôi lấy thịt ngựa. Ngựa lai thông qua thụ tinh nhân tạo và cấy phôi được phép đăng ký, những cá thể có khả năng nhân giống vô tính thông qua là không. Dân số của ngựa Auxois là rất thấp, và nó là một trong hiếm hoi nhất trong chín giống ngựa kéo xe Pháp.
Năm 2001, nó có dân số nhỏ nhất thứ tám trong số chín giống, làm cho các mối đe dọa của giao phối cận huyết và tuyệt chủng rất thực tế. Năm 2006, có 250 ngựa cái sinh sản đang hoạt động và 32 con Ngựa giống đã được báo cáo, với 125 nhà chăn nuôi (các nhà lai tạo hạn áp dụng cho bất kỳ người sở hữu ít nhất một con ngựa cái sinh sản đang hoạt động). Các con Auxois đại diện một phần trăm của tổng số đăng ký ngựa lùn ngựa Pháp vào năm 2007. Burgundy là bởi đến nay các khu vực sinh sản chính, với một vài con ngựa trong vùng Rhone-Alpes và Auvergne.
Không có tiếng tăm đăng ký Auxois ngoài sống của Pháp, và nó là hầu như chưa biết bên ngoài của khu vực nhà của mình, thậm chí ngay trong phần còn lại của nước Pháp. Trong số chín giống ngựa kéo xe Pháp, Auxois là chỉ có một mà không được xuất khẩu. Từ năm 1992 đến năm 2011, từ 80 và 146 ngựa con được sinh ra mỗi năm, với con số trong khoảng 105-128 từ năm 2007 đến năm 2011. Ngày nay, Auxois được sử dụng cho lễ kỷ niệm, chẳng hạn như đám cưới, và diễu hành lịch sử. Nó cũng được sử dụng để khai thác gỗ, và trong những năm gần đây, ngày càng được sử dụng trong nông nghiệp, được tìm thấy trong vườn nho, vườn và trang trại. Việc sử dụng chúng cho việc duy trì giao thông nông thôn cũng là trong quy hoạch.